# Vicente Miera
Vicente Miera Campos, né le 10 mai 1940 à Santander, est un ancien joueur et entraîneur de football espagnol.

## Biographie

### Entraîneur
Il fut le sélectionneur de l'équipe d'Espagne durant la saison 1991-1992.
Il conduit l'équipe d'Espagne olympique à la médaille d'or aux Jeux de Barcelone en 1992.

## Palmarès

### Joueur
Avec le Real Madrid :
- Champion d'Espagne en 1962, 1963, 1964, 1965, 1967, 1968 et 1969.
- Vainqueur de la Coupe d'Espagne en 1962.
- Vainqueur de la Coupe des clubs champions en 1966.

### Entraîneur
Avec l'Espagne :
- Vainqueur des Jeux olympiques en 1992.